# 山本義徳
山本 義徳（やまもと よしのり、1969年3月25日 - ）は、静岡県出身のボディビルダー、アスレティックトレーナーである。

## 来歴
1987年に静岡県立静岡高等学校、1992年に早稲田大学政治経済学部、それぞれを卒業する。
1991年に東京都パワーリフティング選手権大会で優勝してボディビルダーへ転身する。
ベンチプレスの非公式な自己ベストは260キログラムを自称する。

## コンテスト歴
- 1995年 IFBBミスターアジア（ライトヘビー級）3位
- 1998年 NPC アイアンマン・アイアンメイデン（ライトヘビー級）優勝
- 2000年 NPC アイアンマン・アイアンメイデン（ヘビー級）4位
- 2001年 NPC アイアンマン・チャンピオンシップス（ヘビー級）6位
- 2003年 NPC トーナメント・オブ・チャンピオンズ（ヘビー級）4位
- 2005年 NPC トーナメント・オブ・チャンピオンズ（ヘビー級）優勝

## トレーナー
客層は運動競技者や格闘家のほか一般人まで広く扱う。ニコラス・ペタス、フランシスコ・フィリォ、神取忍、池ノ上貴裕、鹿島建設、清水崇行、多村仁、CIMA、石森太二、横須賀享、松坂大輔らを顧客に挙げ、「サプリメントでは日本一詳しいと呼び声の高いパーソナルトレーナー」のPRパブリシティがある。

## 活動
2019年6月に一般社団法人パーソナルトレーナー協会理事となり、2019年9月から自身のブランド「VALX」でアパレルやサプリメントを発売し、VALX株式会社で2019年10月に社外取締役、のちに最高顧問に就く。

## その他
- 一浪で早稲田大学入学後にボディビルを始める。
- 肉や菓子類を好み、根菜類のブロッコリーなど野菜全般を苦手とする。
- クラシック音楽でモーツァルトを愛好し、楽曲の感想を自身のブログに綴る。
- 漫画のベルセルクやケンガンオメガなどを愛読する。
- 弟子の通り名が山本の活舌の悪さから由来するなど、活舌の悪さをネタにされることがある。

## テレビ
- クイズ☆タレント名鑑
- 富士急ハイランド CM - フジヤマッチョ編
- ノーローン（シンキ）CM - イッシュウ・カーン役

## DVD
- 月刊 Workout with Yamamoto（Vol.1、Vol.2）
- ゴルフ筋肉
- 野球筋肉
- 山本義徳のパーソナルトレーニングビデオ
- 体を変える7つの栄養素
- 山本義徳 セミナー in ミッドブレス
- プロテインを飲む前に見るDVD
- Y-Method 101

## 著書
- 体脂肪を減らして筋肉をつけるトレーニング
- かっこいいカラダ origin
- かっこいいカラダ NEXT STAGE
- かっこいいカラダ the best